# 吴茱萸碱
吴茱萸碱（也称为吴茱萸胺）是一种含氮有机化合物，化学式C
19H
17N
3O，存在于一些吴茱萸属（Tetradium）植物中，能起到产热和兴奋剂作用，作用机制可能和辣椒素类似。